# Brick & Lace
Brick & Lace war ein R&B-Duo aus Jamaika, das aus den Schwestern Nyanda und Nailah Thorbourne bestand und bis 2013 aktiv war.

## Geschichte

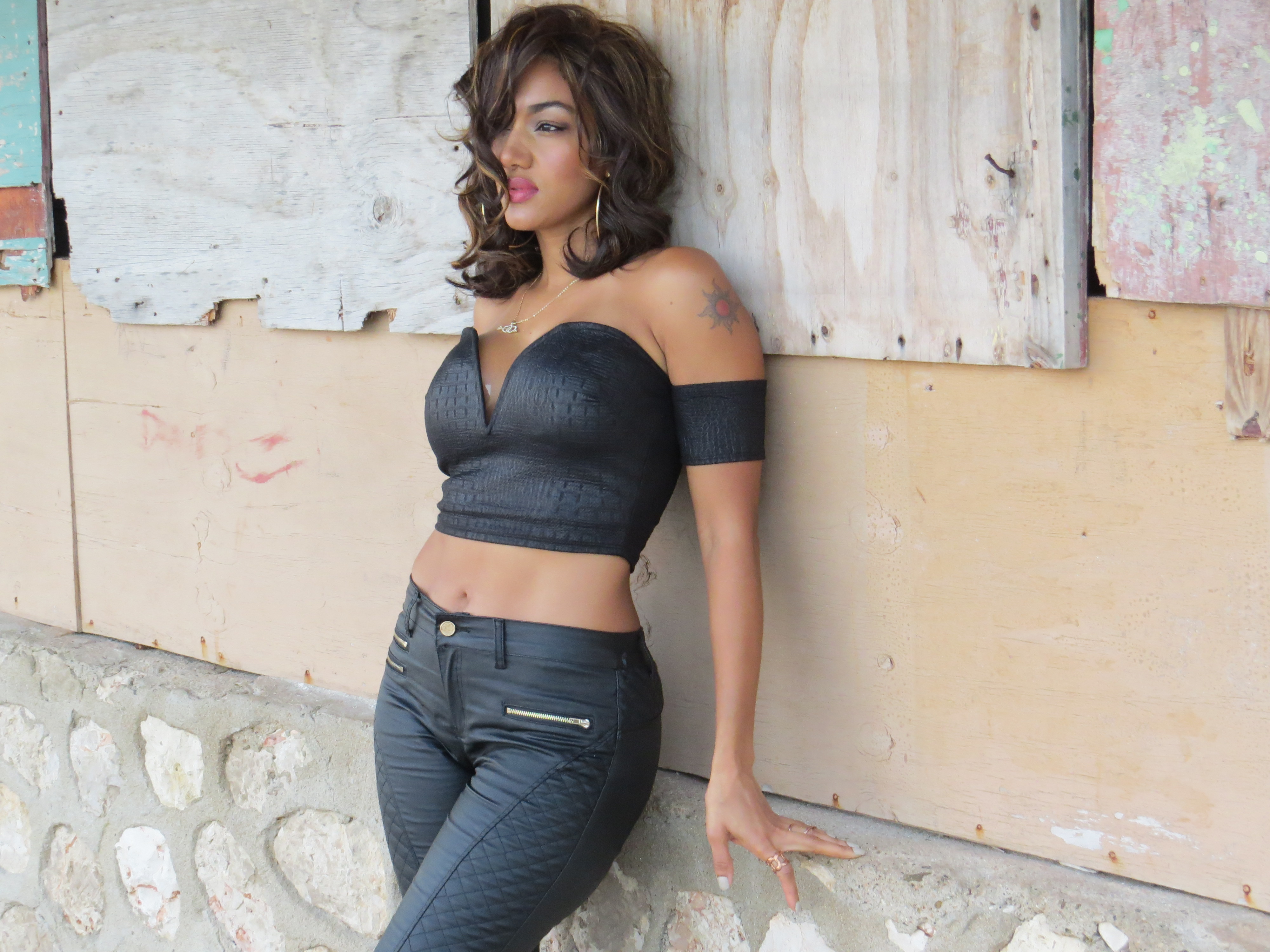
Nyanda Thorbourne (2014)

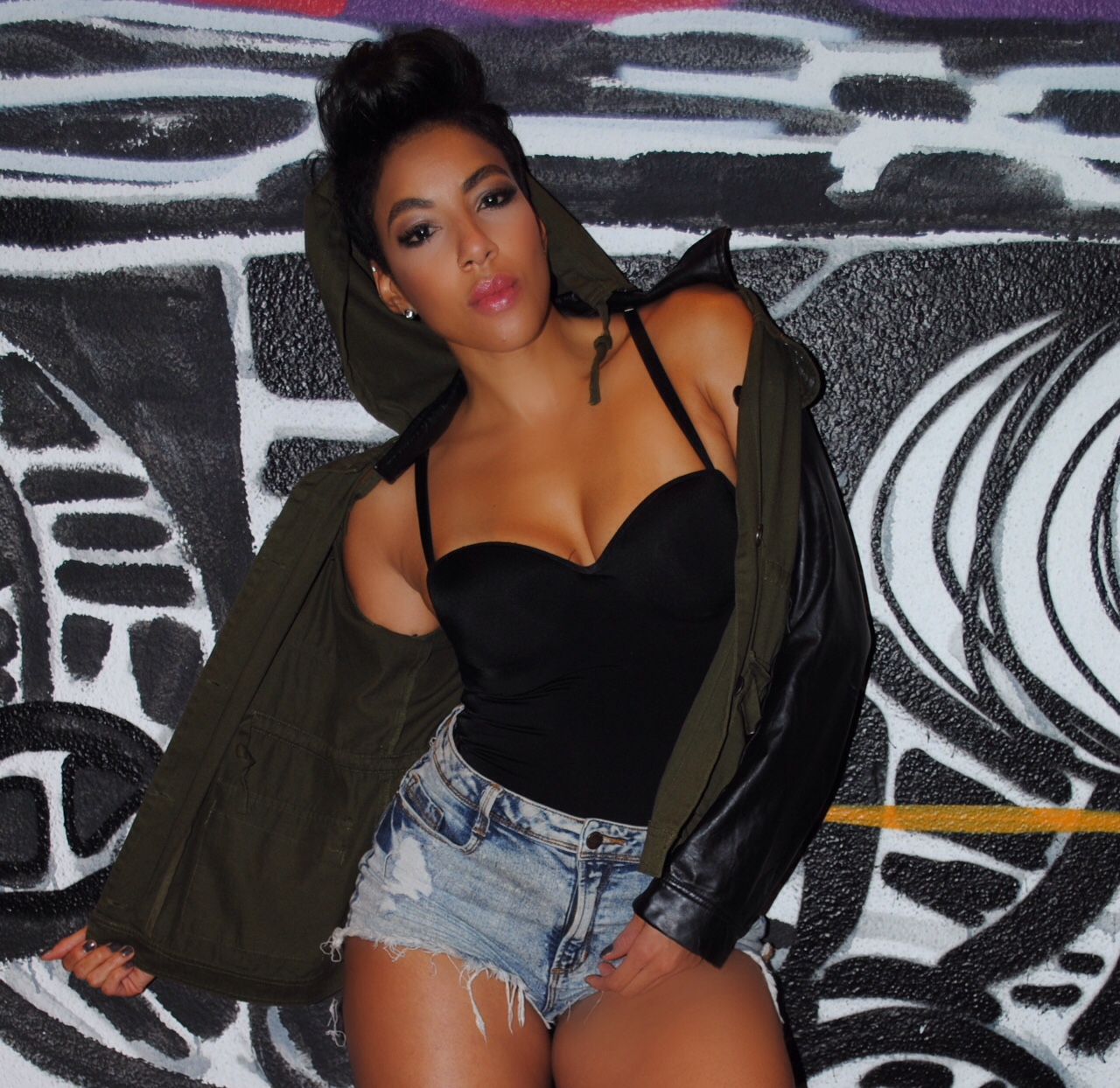
Nyla (2016)

Die beiden Schwestern wurden als Töchter eines Gospelsängers und einer Sängerin geboren. Sie wuchsen in Jamaikas Hauptstadt Kingston auf und studierten in Miami. Ihre Musik umfasst hauptsächlich modernen R&B, aber auch Dancehall Reggae, Hip-Hop und Soul. Ersten größeren Bekanntheitsgrad erwarben sie sich als Vorgruppe bei einem Konzert von Roberta Flack. Die Gruppe läuft unter dem Plattenlabel Kon Live Records des Musikers Akon. 2007 nahmen sie ihr erstes Album Love Is Wicked auf, auf dem sich auch Akon und Will.i.am von den Black Eyed Peas wiederfinden.
Die Single Love Is Wicked ist in Frankreich mit über 120.000 verkauften Kopien ein Hit, da der Titel sehr häufig vom Sender NRJ gespielt wird. Seit 2013 verfolgen die Schwestern Soloprojekte.

## Diskografie

### Studioalben
| Jahr | Titel          | Höchstplatzierung, Gesamtwochen, AuszeichnungChartplatzierungen (Jahr, Titel, Platzierungen, Wochen, Auszeichnungen, Anmerkungen) | Höchstplatzierung, Gesamtwochen, AuszeichnungChartplatzierungen (Jahr, Titel, Platzierungen, Wochen, Auszeichnungen, Anmerkungen) | Höchstplatzierung, Gesamtwochen, AuszeichnungChartplatzierungen (Jahr, Titel, Platzierungen, Wochen, Auszeichnungen, Anmerkungen) | Höchstplatzierung, Gesamtwochen, AuszeichnungChartplatzierungen (Jahr, Titel, Platzierungen, Wochen, Auszeichnungen, Anmerkungen) | Höchstplatzierung, Gesamtwochen, AuszeichnungChartplatzierungen (Jahr, Titel, Platzierungen, Wochen, Auszeichnungen, Anmerkungen) | Anmerkungen                                                                    |
| Jahr | Titel          | DE | AT | CH | UK | FR | Anmerkungen                                                                    |
| ---- | -------------- | --- | --- | --- | --- | --- | ------------------------------------------------------------------------------ |
| 2007 | Love Is Wicked | — | — | CH93 (1 Wo.)CH | — | FR80 (4 Wo.)FR | Erstveröffentlichung: 4. September 2007 Erstveröffentlichung: 27. Oktober 2008 |

### Singles
| Jahr | Titel Album    | Höchstplatzierung, Gesamtwochen, AuszeichnungChartplatzierungen (Jahr, Titel, Album, Platzierungen, Wochen, Auszeichnungen, Anmerkungen) | Höchstplatzierung, Gesamtwochen, AuszeichnungChartplatzierungen (Jahr, Titel, Album, Platzierungen, Wochen, Auszeichnungen, Anmerkungen) | Höchstplatzierung, Gesamtwochen, AuszeichnungChartplatzierungen (Jahr, Titel, Album, Platzierungen, Wochen, Auszeichnungen, Anmerkungen) | Höchstplatzierung, Gesamtwochen, AuszeichnungChartplatzierungen (Jahr, Titel, Album, Platzierungen, Wochen, Auszeichnungen, Anmerkungen) | Höchstplatzierung, Gesamtwochen, AuszeichnungChartplatzierungen (Jahr, Titel, Album, Platzierungen, Wochen, Auszeichnungen, Anmerkungen) | Anmerkungen                        |
| Jahr | Titel Album    | DE | AT | CH | UK | FR | Anmerkungen                        |
| ---- | -------------- | --- | --- | --- | --- | --- | ---------------------------------- |
| 2007 | Love Is Wicked | — | — | CH63 (9 Wo.)CH | — | FR4 (38 Wo.)FR | Erstveröffentlichung: 9. Juli 2007 |

Weitere Veröffentlichungen
- 2007: Get That Clear (Hold Up)
- 2007: Never Never
- 2008: Take Me Back
- 2009: Bad to di Bone
- 2010: Club It Up
- 2011: In Love with the Music (mit Golden Crew)
- 2012: This Time (mit Kizzo)
- 2012: How I Like It (mit Remady)
- 2013: Club Saved My Life (mit J Balvin & Wally Lopez)
- 2014: Heart Beat

Gastbeiträge
- Out of My Mind im Film Made in Jamaica
- Puakenikeni von Nicole Scherzinger
- Jamaican Girl mit Obie Trice auf seinem Album  Second Rounds on Me